# Павлів (Холмський повіт)
Павлів (Павлув, пол. Pawłów) — село в Польщі, у гміні Рейовець-Фабричний Холмського повіту Люблінського воєводства. Населення — 819 осіб (2011).

## Історія
1531 року вперше згадується церква в селі.
За даними етнографічної експедиції 1869—1870 років під керівництвом Павла Чубинського, у селі здебільшого проживали греко-католики, які розмовляли українською мовою.
1939 року польська влада примусила місцеву православну парафію до неоунії, перевівши її на греко-католицький обряд.
У 1975—1998 роках село належало до Холмського воєводства.

## Населення
У 1872 році до місцевої греко-католицької парафії належало 674 вірян.
У 1943 році в селі проживало 20 українців і 1442 поляки.
Демографічна структура станом на 31 березня 2011 року:
|          | Загалом | Допрацездатний вік | Працездатний вік | Постпрацездатний вік |
| -------- | ------- | ------------------ | ---------------- | -------------------- |
| Чоловіки | 415     | 87                 | 275              | 53                   |
| Жінки    | 404     | 76                 | 223              | 105                  |
| Разом    | 819     | 163                | 498              | 158                  |